# Karl Kässbohrer (Unternehmer)
Karl Kässbohrer (* 27. Mai 1901 in Ulm; † 29. April 1973 ebenda) war ein deutscher Unternehmer und Fahrzeugbauer.

## Leben und Wirken
Als Sohn von Karl Heinrich Kässbohrer übernahm er nach dem plötzlichen Tod des Vaters 1922 gemeinsam mit seinem Bruder Otto das väterliche Unternehmen, die Kässbohrer Fahrzeugwerke.
1928 legten sie sich auf die Spezialisierung auf Omnibusse, Lastkraftwagen und Anhänger fest. In der Folgezeit überstand das Unternehmen die Wirtschaftskrise und den Zweiten Weltkrieg dank ständiger Weiterentwicklungen und Innovationen.
Bekannt ist Kässbohrers erster Omnibus mit selbsttragender Karosserie und Heckmotor von Henschel (S 8, 1951), von dem sich der Markenname SETRA ableitet. Ebenfalls aus dem Fahrzeugbau nicht mehr wegzudenken sind die Kässbohrer-Entwicklungen der Luftfederung für Nutzfahrzeuge, oder der kugelgelagerte Drehkranz (1929), der Gelenkomnibus sowie der PistenBully (1967).

## Familie
Karl Kässbohrer war verheiratet mit Ilse, geb. Graf, und hatte die Söhne Karl, Heinrich, Walter, Ulrich und Otfried und die Tochter Dorothea. Heinrich leitete die Firma Kässbohrer Fahrzeugwerke von 1982 bis 1995 in dritter Generation.

## Ehrungen
- 1953: Großes Verdienstkreuz der Bundesrepublik Deutschland